# Andreas August von Hobe

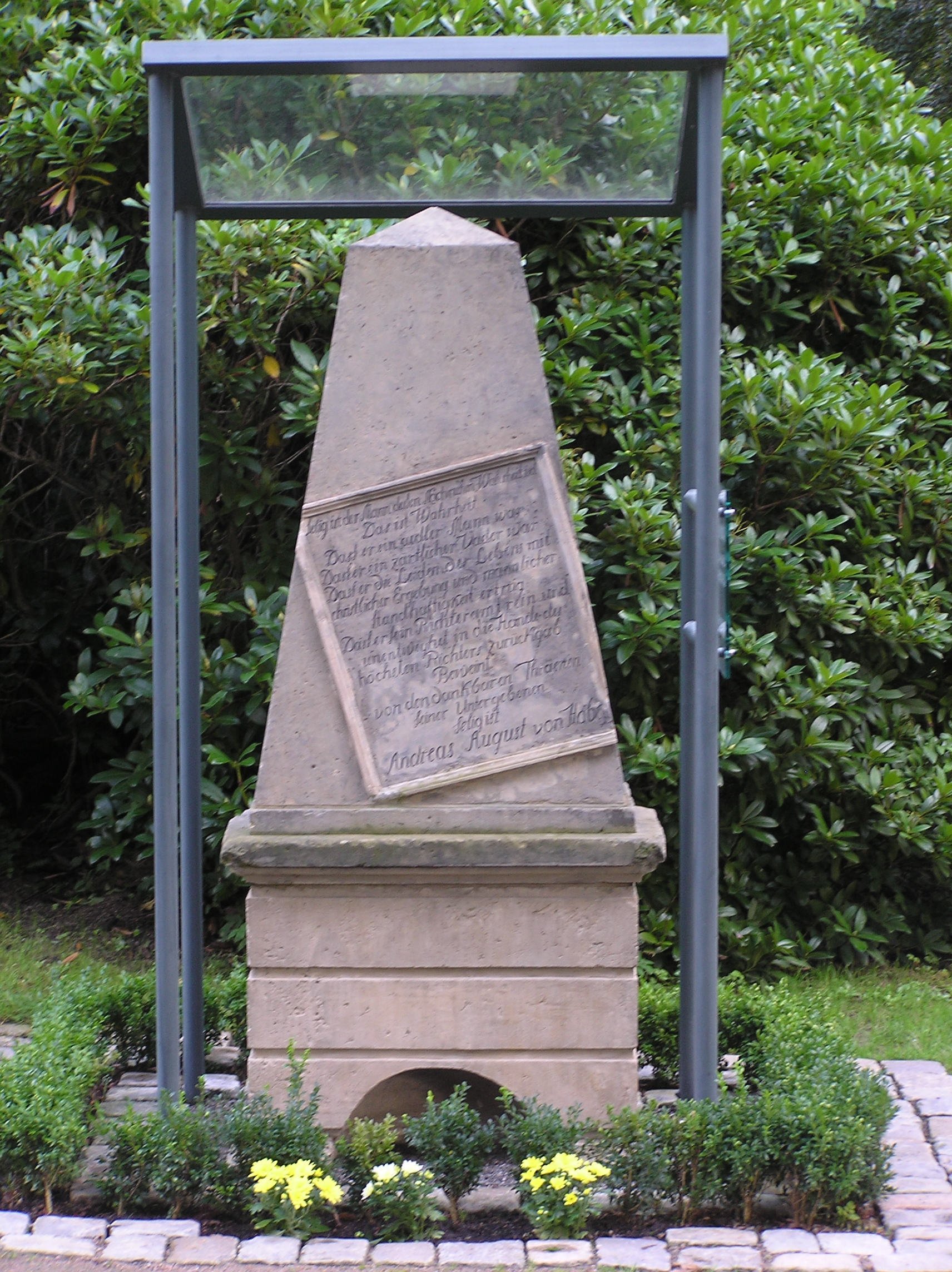
Obelisk zur Erinnerung an Andreas August von Hobe, Reinbek

Andreas August von Hobe (* 14. April 1739 in Kopenhagen; † 15. November 1802 in Reinbek) war ein deutscher Verwaltungsjurist in dänischen Diensten.

## Leben
Andreas August von Hobe entstammte dem ursprünglich mecklenburgischen Adelsgeschlecht von Hobe. Er war ein Sohn des dänischen Offiziers Levin Ludwig von Hobe  (1700–1781) und seiner Frau Catharine Sophie, geb. Laanghaar. Sein Vater kam aus Warbelow (bei Gnoien, Mecklenburg) früh nach Dänemark, wo viele Verwandte seiner Mutter Dorothea von Levetzow wohnten, und stieg dort zum General der Infanterie auf. Er erhielt am 29. Februar 1776 die dänische Adelsnaturalisation. 1768 wurde er Kommandeur des Kastell von Kopenhagen und blieb bis zu seinem Tod 1781 in dieser Position, in welcher er 1772 auch Johann Friedrich Struensee und seine Mitgefangenen bewachen musste; er scheint sich diesen gegenüber relativ human verhalten zu haben.
Andreas August trat nach seinem Studium ebenfalls in dänische Dienste. 1770 wurde er Amtmann über das Amt Hütten. Von 1773 bis zu seinem Tod 1802 war er Amtmann über die nach dem Vertrag von Zarskoje Selo neu an Dänemark gekommenen bisher gottorfischen Ämter Reinbek und Trittau, ab 1800 auch des Amtes Tremsbüttel. Er hatte seinen Amtssitz auf Schloss Reinbek, das er vor dem Abriss bewahrte. 
Seit 1770 war er verheiratet mit Adriana Sybranda (* 22. Februar 1754 in Cheribon; † 1803), der jüngsten Tochter von Seneca Inggersen, Reichsfreiherr von Gelting, aus dessen erster Ehe mit Adriana van Loo. Über sie erbte der Sohn des Paares Levin Ludwig Christian Leopold von Hobe (1783–1853) den Fideikommiss Gelting und wurde 1821 mit dem Namen von Hobe-Gelting in den dänischen Freiherrnstand erhoben. Der älteste Sohn Friedrich (Frederick) Wilhelm Conrad von Hobe (1771–1798) war in Amerika verstorben.
An Andreas August von Hobe erinnert ein denkmalgeschützter Obelisk im Reinbeker Schlosspark. Sein Nachfolger wurde Christoph Hartwig von Lowtzow.

## Auszeichnungen
- 1769 Kammerherr
- 1780 Dannebrogorden, Ritter